# Agua Caliente (Michoacán)
Agua Caliente es una localidad del estado mexicano de Michoacán. Es parte del municipio de Contepec.

## Demografía
| Gráfica de evolución demográfica |
|                                  |

| Censo | Población |
| ----- | --------- |
| 1940  | 452       |
| 1950  | 456       |
| 1960  | 574       |
| 1970  | 584       |
| 1980  | 743       |
| 1990  | 448       |
| 2000  | 894       |
| 2010  | 1 081     |
| 2020  | 1 151     |